# Parkgebouw
Parkgebouw is een middelgrote theaterzaal in de Nederlandse stad Rijssen.
Het werd gebouwd in 1914 door architect Karel Muller in Hollandse neo-renaissancestijl in opdracht van jutefabrikant Ter Horst. Het heeft nog steeds de oorspronkelijke functie voor culturele doeleinden en als ontmoetings- en ontspanningsplek. In 1982 is het volledig gerenoveerd en uitgebreid.
In 2010 is het nog uitgebreid ten behoeve van de 'Muziekschool Rijssen en omstreken'. Rond het gebouw ligt het Volkspark naar ontwerp van Leonard Springer met een openluchttheater. Rond 1915 was dit een van de eerste asielzoekerscentra van Nederland door onderdak te verlenen voor Belgische vluchtelingen in de Eerste Wereldoorlog.
De grootste zaal is de Herman Wessels zaal met 420 plaatsen. In de Ter Steege foyer en restaurant is plek voor 450 mensen. Dan zijn er nog kleinere zalen als Akorzaal (30 pl.), Van Dam zaal (114 pl.), Brodshoes zaal (15 pl.) en Rabobankzaal (100 pl.).

## Externe link

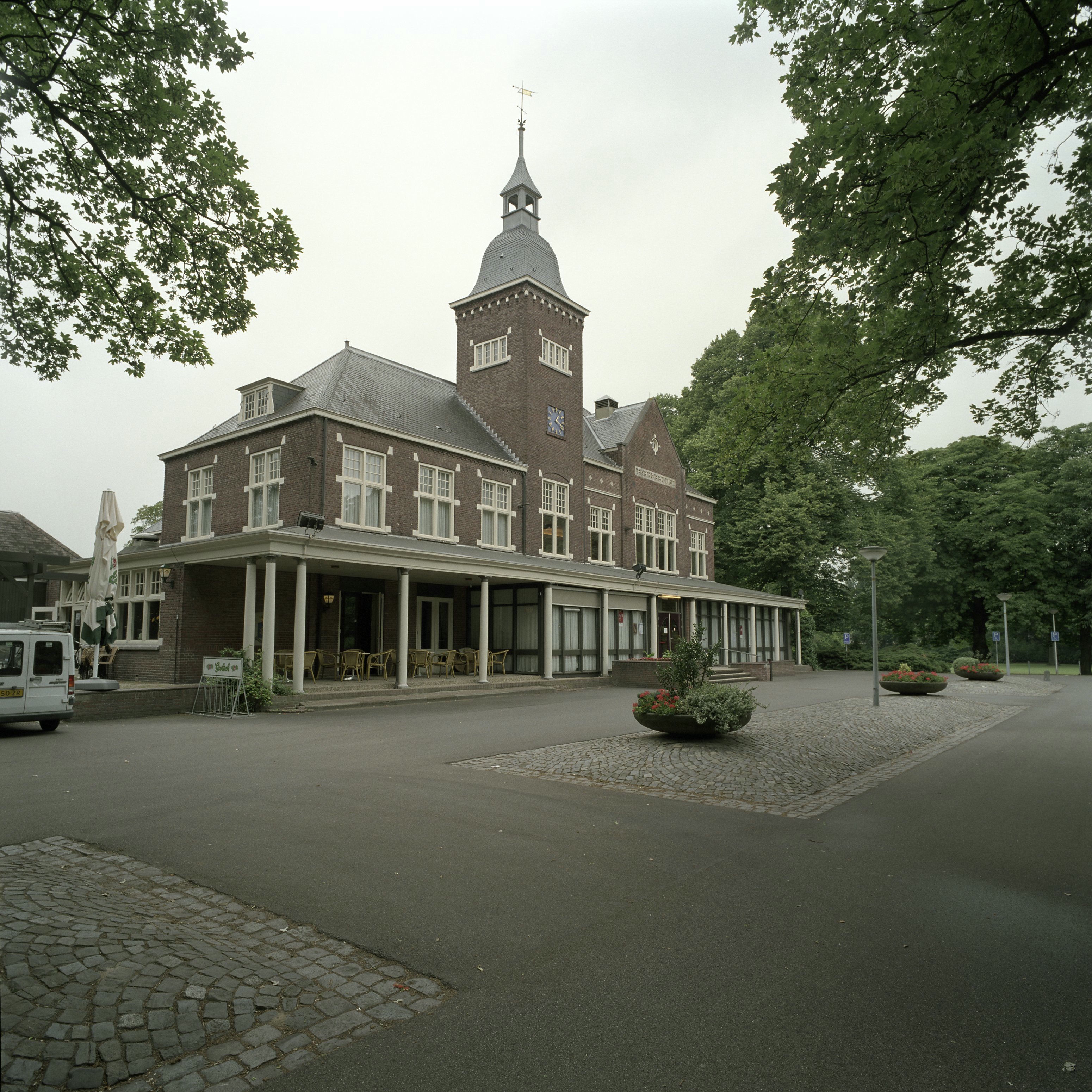
voorzijde parkgebouw